# Eliteserien 2011-2012 (calcio a 5)
La Eliteserien 2011-2012 è stata il 4º campionato ufficiale norvegese di calcio a 5. La vittoria finale è andata al Vegakameratene, che ha chiuso l'annata davanti al KFUM Oslo Futsal e al Vadmyra. Holmlia e Høllen sono invece retrocesse.

## Classifica
|  | Pos. | Squadra        | Pt | G  | V  | N | P  | GF | GS | DR  |
|  | ---- | -------------- | -- | -- | -- | - | -- | -- | -- | --- |
|  | 1.   | Vegakameratene | 40 | 18 | 13 | 1 | 4  | 75 | 33 | +42 |
|  | 2.   | KFUM Oslo      | 33 | 18 | 10 | 3 | 5  | 82 | 71 | +11 |
|  | 3.   | Vadmyra        | 32 | 18 | 10 | 2 | 6  | 62 | 61 | +1  |
|  | 4.   | Horten         | 31 | 18 | 9  | 4 | 5  | 75 | 76 | -1  |
|  | 5.   | Kongsvinger    | 22 | 18 | 6  | 4 | 8  | 84 | 84 | 0   |
|  | 6.   | Nidaros        | 22 | 18 | 6  | 4 | 8  | 75 | 75 | 0   |
|  | 7.   | Solør          | 22 | 18 | 6  | 4 | 8  | 60 | 65 | -5  |
|  | 8.   | Tiller         | 22 | 18 | 7  | 1 | 10 | 73 | 80 | -7  |
|  | 9.   | Holmlia        | 21 | 18 | 6  | 3 | 9  | 89 | 89 | 0   |
|  | 10.  | Høllen         | 11 | 18 | 3  | 2 | 13 | 50 | 91 | -41 |